# Latife Bekir
Latife Bekir, född 1901, död 1952, var en turkisk politiker och kvinnorättsaktivist.  
Hon var dotter till Yusuf Kamil och Nesime och var barnbarn till Moralı Suphi Pasha. Hon var gift med PTT-inspektör Bekir Bey och hade tre barn. Hon utbildade sig i Frankrike och arbetade som lärare i franska vid en flickskola i Istanbul. 
Hon engagerade sig i Osmanlı Műdafaa-ı Hukûk-ı Nisvan Cemiyeti 1917. Hon blev 1924, tillsammans med Nezihe Muhiddin, en av grundarna till Türk Kadinlar Birligi. Hon efterträdde denna som ledare i föreningen och var dess ordförande 1927–1935. Hon stödde regeringens kampanj mot avskaffandet av slöjan. 
Som sådan stod hon värd för 12th Conference of the International Woman Suffrage Alliance i Istanbul 1935, då hon höll tal på franska. Latife Bekir utsågs senare till den andra presidenten för Internationella kvinnoförbundet som hölls i Amsterdam. När kvinnor fick rösträtt i Turkiet 1935 upplöste hon Türk Kadinlar Birligi. 
Hon blev den första kvinnan som valdes in i kommunfullmäktige. Hon valdes senare till parlamentet som representant för İzmir, och satt där 1946–1950. 